# زيد (اسم)
زيد هو اسم علم مذكر من أصل عربي، ومعناه هو من مصادر الفعل زاد يزيد بمعنى نما وكثر، وزيد كذلك الزيادة، كقولهم هم زيدٌ على مئة، أي زيادة على مئة.

## شخصيات تحمل الاسم
- زيد (منتج موسيقي، 2 سبتمبر 1989[3] – )
- زيد الرفاعي (عضو مجلس الأعيان الأردني، 27 نوفمبر 1936 – )
- زيد بن أرقم
- زيد بن الحسين (28 فبراير 1898 – 18 أكتوبر 1970)
- زيد بن ثابت (615 – 665)
- زيد بن حارثة (صحابي وقائد عسكري مسلم، القرن 6 – 629)
- زيد بن شاكر (رئيس وزراء الأردن، 4 سبتمبر 1934 – 30 أغسطس 2002)
- زيد بن علي (695[4] – 5 يناير 740[4])
- زيد رعد زيد الحسين (دبلوماسي أردني، 26 يناير 1964 – )
- زيد عبد العزيز (لاعب كرة سلة من الولايات المتحدة الأمريكية، 7 أبريل 1946 – )

## وصلات خارجية
- موسوعة السلطان قابوس لأسماء العرب نسخة محفوظة 5 أبريل 2019 على موقع واي باك مشين.